# Košuta
Košuta (niem. Koschuta) to masyw w paśmie Karawanki w Alpach, na granicy między Słowenią a Austrią. Najwyższym szczytem masywu jest Košutnikov Turm (niem. Koschutnikturm) - 2136 m. Masyw ten jest szeroki na ok. 14 km i posiada 9 szczytów osiągających ponad 2000 m wysokości.
W skład masywu wchodzą szczyty:
- Košutnikov Turm - 2136 m,
- Breitwand - 2132 m,
- Ostry - 2104 m,
- Kladivo - 2092 m,
- Veliki Vrh (Košuta) - 2088 m,
- Macesje (Lärchenberg) - 2081 m,
- Tolsta Košuta - 2059 m,
- Hohe Spitze - 2044 m,
- Tegoška Gora - 2026 m,
- Windhöhe - 1999 m,
- Kofce Gora - 1968 m.

Schroniska:

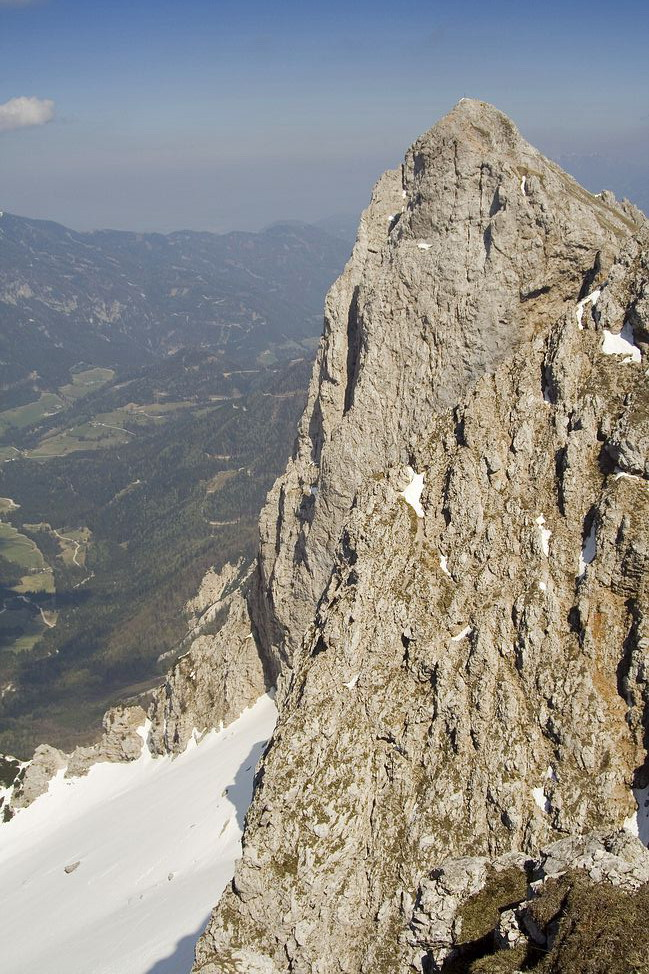
Košutnikov Turm

- Dom na Kofcach (1488m), po słoweńskiej stronie,
- Planinski dom na Šiji (1531m), po słoweńskiej stronie,
- Koschutahaus (1279m), po stronie austriackiej.